# Sochařská hlína
Sochařskou hlínou rozumíme definitivní sochařský materiál, ze kterého jsou vytvářeny díla s uměleckou či užitou hodnotou.
Obecně je sochařská hlína nejužívanější definitivní materiál. Z geologického hlediska je hlína křemičitan sodný s obsahem vody, vznikla jako čistý minerál rozpadem vyvřelin, kdy zvětralá hornina byla vyplavena deštěm a řekami a zanesena na místa, kde se uložila. Vytěžená hlína se čistí a upravuje – v závislosti na účelu použití se mísí dohromady různé druhy hlín, aby se dosáhlo určitých vlastností a barev.

## Druhy sochařských hlín
Modelovací hlína: je mastná, stabilní struktura, při tvarování snese velkou zátěž, snadno přijímá nový tvar, vhodná pro tvarování na kruhu a jemnější figurální práce.
Ostřená hlína: hmota s hrubším charakterem, zapříčiněno příměsí písku, používá se více v stavebních aplikacích – dlaždice, reliéfy, stavební keramika. Není vhodná pro složité tvarování.
Šamotka: je již rozemletá (vypálená hlína), která se přidává jako příměs do čerstvé hlíny (při sušení a pálení dodává určité vlastnosti). Hlína obsahující šamot dobře propouští vzduch, minimalizuje smršťování, tvorbu trhlinek nebo deformaci. Vhodná pro práce větších rozměrů.
Červenice: hlína znečištěna kysličníky železa. Po vypálení se vyznačuje charakteristicky červeným střepem.
Bělina:  mísená hlína, která obsahuje procento kaolinu. Po vypálení je pro ni charakteristický bílý střep.
Hlína s příměsí burelu: obsahuje oxid manganičitý. Nutno vypalovat za nižších teplot – při vyšších teplotách se roztavuje. Po vypálení je charakteristická hnědá až černá barva střepu.